# Villespy
Villespy är en kommun i departementet Aude i regionen Occitanien  i södra Frankrike. Kommunen ligger  i kantonen Castelnaudary-Nord som ligger i arrondissementet Carcassonne. År 2022 hade Villespy 425 invånare.

## Befolkningsutveckling
Antalet invånare i kommunen Villespy
Referens: INSEE